# Parafia św. Marcina w Dziekanowicach
Parafia Świętego Marcina w Dziekanowicach jest jedną z 8 parafii leżącą w granicach dekanatu pobiedziskiego. Erygowana w 1404 roku.

## Dokumenty
Księgi metrykalne: 
- ochrzczonych od 1945 roku
- małżeństw od 1945 roku
- zmarłych od 1945 roku